# Fglrx
fglrx (sigla di FireGL and Radeon for X) era il nome del driver proprietario AMD (precedentemente ATI) per GNU/Linux che fornisce l'accelerazione 3D hardware alle applicazioni X Window System. Per i sistemi Microsoft Windows, a partire dal novembre 2007, il driver per tutte le piattaforme è contenuto nel pacchetto AMD Catalyst.
Nella prima versione il driver proprietario supportava l'estensione OpenGL GLX_EXT_texture_from_pixmap impedendo il funzionamento di AIGLX, prerequisito per gli effetti grafici 3D dei vari ambienti desktop GNU/Linux. A differenza del driver NVIDIA, esso non implementava inizialmente nessuna estensione Composite per colmare questa lacuna, costringendo gli utenti a utilizzare Compiz sull'instabile Xgl. Questa problematica è stata in seguito risolta con le nuove versioni di GPU e driver.